# Meltina
Mölten tiếng Ý: Meltina) là một đô thị ở tỉnh Bolzano-Bozen trong vùng Trentino-Alto Adige/Südtirol của Ý, có vị trí cách khoảng 60 km về phía bắc của Trento và khoảng 12 km về phía tây bắc của Bolzano. Tại thời điểm ngày 31 tháng 12 năm 2004, đô thị này có dân số 1.523 người và diện tích là 36,9 km².
Đô thị Mölten có các frazioni (các đơn vị cấp dưới, chủ yếu là các làng) Salonetto-Frassineto and Vallesina.
Mölten giáp các đô thị: Gargazon, Burgstall, Jenesien, Sarntal, Terlan và Vöran.